# Лихоборы (станция МЦК)
Лихобо́ры — остановочный пункт Малого кольца Московской железной дороги, обслуживающий маршрут городского электропоезда — Московское центральное кольцо. Расположен в восточной горловине одноимённой грузовой станции. Открыт 10 сентября 2016 года вместе с открытием пассажирского движения электропоездов МЦК. Первоначально рабочее название было «Николаевская», окончательное название «Лихоборы» присвоено в июле 2016 года.

## История
Весной 2016 года на строительстве станции и ТПУ «Лихоборы» ежедневно работало до 300-х человек и 7 единиц техники. Строительство вела компания Трансбалтстрой.
Согласно проекту, пассажиропоток станции Лихоборы должен был составить около 8,9 тысячи человек в час пик.

## Расположение и пересадки
Расположена в восточной горловине одноимённой технической станции между станциями Окружная и Коптево, чуть западнее путепровода над Ленинградским направлением. Находится в Северном административном округе на границе районов Головинский и Коптево.
Имеется крытый переход на остановочный пункт Лихоборы пригородных поездов Ленинградского направления Октябрьской железной дороги.
Рядом со станцией расположено электродепо «Лихоборы» Люблинско-Дмитровской линии метро.

## Технические характеристики
Вестибюль станции совмещён с надземным пешеходным переходом над путями. Оборудован кассами, турникетами, эскалаторами, лифтами, и санитарными комнатами. Выход к проезду Черепановых и метродепо «Лихоборы» через переход на платформу « Лихоборы».
На участке МЦК Коптево — Лихоборы расположена зона технической остановки поездов дальнего следования, поворачивающих с МЦК на главный ход Октябрьской железной дороги и обратно со сменой направления движения. Для удобства проводников и локомотивной бригады на середине участка оборудованы две низкие длинные технические платформы. Эта же зона используется для оборота пригородных электропоездов Ленинградского направления в случае укорачивания маршрутов прибывающих из области электропоездов до станции «Грачёвская», на участке Грачёвская — МЦК «Коптево» движение осуществляется резервом.

## Пассажиропоток
Из 31 станции МЦК Лихоборы занимает 19-е место по популярности. В 2017 году средний пассажиропоток по входу и выходу составил 14 тыс. чел. в день и 437 тыс. чел. в месяц.

## Наземный общественный транспорт
На этой станции можно пересесть на следующие маршруты городского пассажирского транспорта:
- Автобусы: 139, 323, 427

## Перспективы
В составе южного терминала ТПУ планируется построить трёхэтажный торгово-развлекательный комплекс с парковкой на 48 машин, а также многоуровневый гараж площадью 15,8 тысячи м². У входа в здание терминала расположатся зоны для отдыха, спортплощадка, силовые тренажёры и хоккейная коробка.
В начале 2018 года к востоку от платформы начался монтаж опор контактной сети для электрификации соединительной ветви № 2 с III главного пути МЦК в чётный парк станции ОЖД Ховрино (рядом с платформой Моссельмаш).